# 大尾鱸鰻
《大尾鱸鰻》是一部于2013年上映的台灣喜劇類電影。由豬哥亮、郭采潔、楊祐寧領銜主演，由邱瓈寬執導，朱延平監製。續集是2016年2月上映的《大尾鱸鰻2》。

## 劇情
在臺灣還沒有這麼都市化的1990年代社會，在鄉下擔任攝影師的朱大德，獨自撫養一女－朱小芹。朱大德最愛對小芹講述鄉野傳奇、英雄故事，而在小芹的心目中，爸爸朱大德就是這些英雄的化身，看著爸爸唱作俱佳地為自己說故事，也是她童年最美好的回憶......
一天，時來運轉，讓朱大德取代了黑幫老大奇大，稱霸「鱸鰻」（臺灣閩南語，指流氓）界，鄉下來的小攝影師居然變成了雄踞江湖的老大，這時台灣社會也起了變化，黑幫開始也要國際化、企業化，朱大德於是取了個英文名字：「David Loman（即「大尾鱸鰻」，大流氓）」，人稱「朱大尾」，幫派社團也要用Facebook粉絲團聯絡運作！
父女平靜美好的小日子起了變化，朱大德外冷心熱，實際上只是一個利用老大的架勢來處理厝邊頭尾疑難雜症、暗地裡幫忙鄉親的里長伯。但他事務繁忙，慢慢在女兒的生命中缺席，叛逆的小芹因此選擇到修車場，成為一名技工，用和機械、金屬相處的冷漠態度，對待曾經最愛的老爸，作為報復。
宅男系的便利商店工讀生賀祥，成天沉溺在幻想的世界裡，總認為自己是剷奸除惡的超人，希望有一天跟超人一樣，遇到能在他手掌心落下一滴眼淚的女孩露意絲。他有個相貌與大尾極為神似的父親「老賀」；老賀是個風水師，有三位妻妾，是個極為傳統的男性。父子倆人因為觀念的不同時常爭執，雖然表面上彼此嫌棄，但內心都十分關愛對方。
命運女神再次走向大尾，在一次因緣際會下，大尾與老賀暫時互換了身分，沒想到老賀竟然被小奇謀殺，小奇是奇大的兒子，為了奪回地盤而策畫暗殺，卻誤殺了老賀。大尾只好用老賀的身份活著，想不到他借別人的名字再活了一次，也繼承了另外一個意外的人生，譬如，突然多了三個老婆「大中小三朵花」，讓他啼笑皆非！
對老賀萬分虧欠的大尾，誓言要替老賀報仇，跟曾經擔任中華民國前總統李登輝的貼身侍衛、如今在市場賣豬肉的絕世高手－豬肉西拜師學武，並說服小賀一起組成了「DL賭爛特攻隊」，為這個城市伸張正義。
而愛行俠仗義的小芹也加入「DL賭爛特攻隊」，因為她早就看出老爸在演別人，奇妙的是，在別人的身分之中，她漸漸了解她自己的老爸，她和小賀也慢慢的愛上對方。「DL賭爛特攻隊」的義行透過新聞媒體而聲名遠播，但邪惡勢力沒這麼輕易放過他們；在最後一次的行動中，「DL賭爛特攻隊」藉由「三朵花」的幫助，一舉殲滅邪惡力量。
小芹對老爸改觀，小賀也漸漸地喜歡上這個另類的「新老爸」，至於朱大德呢？他演過「大尾鱸鰻」，也演過「風水先生」，得到了「事業」，但失去過女兒的心，他真正的人生何時才要開始呢？他要怎麼選擇？

## 角色介紹

### 主演角色
| 演員   | 角色              | 備註 |
| 豬哥亮 | 朱大德 （大 尾）  | 陰錯陽差成為最『大尾』的鱸鰻（流氓）。 比想像中還累人，不但大事要『喬』，厝邊頭尾的芝麻蒜皮小事也要想妙計擺平；不過大尾遇到叛逆女兒小芹就完全沒輒。大尾聽信九娘媽的指示，和長相跟他幾乎一模一樣的老賀暫時交換身分，沒想到老賀竟幫他擋了一命。大尾決定加入「DL賭爛特攻隊」幫老賀報仇，也因此挽回了父女之間的感情，結果一連串的風風雨雨才了解到『平安才是福』，因而退隱江湖，回到農村種田。 |
| 豬哥亮 | 老賀              | 開風水館的老賀 渾身散發出一股衰氣，風水館的生意更是慘跌到谷底；老賀將計就計的跟大尾交換身分後，沒想到卻白白送了一條命。 |
| 郭采潔 | 朱小芹            | 大尾最寶貝的獨生女兒 在修車廠當黑手的她，叛逆的個性裡藏著一顆柔軟的心，不懂最喜歡的爸爸怎麼會去做流氓，於是跟大尾日漸疏離。被小賀英雄救美的小芹，加入了「DL賭爛特攻隊」，在一群人合力打擊犯罪的過程中，漸漸的拉近了父女之間的距離，也接受了小賀對她的感情，並跟小賀交往。 |
| 楊祐寧 | 賀祥 （小賀）     | 老賀的兒子，新世代宅男代表。 在便利商店打零工的他，對於繼承爸爸的風水館不感興趣，成天活在自己的幻想裡。在幻想的世界裡他是打倒邪惡力量的正義使者，連美少女小芹都義無反顧地為他傾倒。一場英雄救美的意外，讓小賀失去了痛覺，但也虜獲了小芹的芳心。為了替父親報仇，小賀和大尾、小芹三人組成除暴安良的「DL賭爛特攻隊」，完成了小賀行俠仗義的夢想，也虜獲了小芹的芳心，並跟小芹交往             |
| 素珠   | 大姨              | 江湖人稱三朵花，合開了一間『三朵花卡拉ok』，年輕時靠三姊妹外型明豔動人、身材火辣，店裡每天門庭若市、熱鬧滾滾，現在年華老去三人只能窩在店裡開黃腔鬥嘴鼓，無心經營的店，靠偶而稀落的老恩客回來捧場，三人看似慘澹，但外界卻不知道她們其實身懷絕技，另有長才...原本小賀把大尾偽裝成老賀進去處理三朵花的問題，被大姨捏了下，當場發現尺寸差一倍，馬上識破。                                     |
| 林美秀 | 二姨              | 江湖人稱三朵花，合開了一間『三朵花卡拉ok』，年輕時靠三姊妹外型明豔動人、身材火辣，店裡每天門庭若市、熱鬧滾滾，現在年華老去三人只能窩在店裡開黃腔鬥嘴鼓，無心經營的店，靠偶而稀落的老恩客回來捧場，三人看似慘澹，但外界卻不知道她們其實身懷絕技，另有長才...原本小賀把大尾偽裝成老賀進去處理三朵花的問題，被大姨捏了下，當場發現尺寸差一倍，馬上識破。                                     |
| 王彩樺 | 三姨              | 江湖人稱三朵花，合開了一間『三朵花卡拉ok』，年輕時靠三姊妹外型明豔動人、身材火辣，店裡每天門庭若市、熱鬧滾滾，現在年華老去三人只能窩在店裡開黃腔鬥嘴鼓，無心經營的店，靠偶而稀落的老恩客回來捧場，三人看似慘澹，但外界卻不知道她們其實身懷絕技，另有長才...原本小賀把大尾偽裝成老賀進去處理三朵花的問題，被大姨捏了下，當場發現尺寸差一倍，馬上識破。                                     |
| 苗可麗 | 娜娜              | 風姿綽約、身材姣好的熟女，可說是奇大仔與大尾兩代黑道大哥的最愛。當大尾還只是個小咖攝影師時，最常幫娜娜拍照，在大尾當上黑道霸子後，便成他背後重要的支柱，也是他與小芹溝通的橋樑，後與大尾結婚。 |
| 康康   | 小奇 （小奇大仔） | 40歲，奇大仔（奇老大）之子。在奇大仔死後自美國回台，在一場火併中殺死大尾，拿回黑道老大的地位與地盤，後來才發現其實大尾還活著，並以老賀的身分組成「DL特攻隊」，小奇因而展開進一步的復仇計畫，最後在奇大仔的忌日攻擊大尾，把大尾弄昏，三朵花出手相救大尾，小奇大的睪丸還被大姨捏破，最後因教唆殺人最終被判刑坐牢                                                                            |

### 其他角色
| 演員   | 角色           | 備註 |
| 陳博正 | 豬肉西         | 曾經擔任總統侍衛官，退伍後開班教授武術，副業是在市場賣豬肉。 |
| 陳慕義 | 乩童           | 負責供奉「九娘媽」的乩童，傳達九娘媽旨意要大尾三天內找替身避開劫數。 |
| 戎祥   | 流氓           | 戎祥飾演畫面未剪入正式上映版，但電影公司考慮將畫面上傳至其官方Facebook粉絲專頁讓影迷懷念。 |
| 陳世旻 | 瑪利亞         | 小奇大的貼身小弟，頭腦不機靈，但十分忠心。 |
| 馬念先 | 蟾蜍           | 小賀打工的便利店店長，曾經要求小賀代傳情書，卻收到髒話。 |
| 應蔚民 | 警察           | 曾向「DL特攻隊」要簽名，但因「DL特攻隊」破壞景觀向其開罰3000元。 |
| 趙舜   | 里長           | 因大尾曾標過排水溝的工程，所以要大尾派人去清水溝。 |
| 葉復台 | 阿福伯         | 原本是雜貨店老闆，後來炒房地產而變有錢，是三朵花卡拉OK的常客，說自己老是給大尾100元是因為大尾是『潘仔（痞子）裝流氓』而後來被大尾罰去跳舞，原本打算是讓他跳到沒力氣，但反而越跳越紅，最後成為知名的「舞棍阿伯」。 |
| 林照雄 | 鄭奇爽         | 小奇大的爸爸，前黑幫老大，死前指定大尾接任老大。 |
| 黃立成 | 醫生           | 替大尾診斷病情的醫生，送錯報告後還亂掰理由遭到大尾點穴反擊。 |
| 邱逸峰 | 殺手           | 小奇大手下。因老賀去參加舞會，在老賀與他打招呼後持裝有滅音器的手槍殺了他。 |
| 湯尼陳 | 醫院主任       | 送錯健康報告給大尾。 |
| 米漿   | 流氓（陳大象） | 大尾的小弟，英文能力不錯，手機來電答鈴為「練舞功」，最後被小奇大給殺了。 |
| 陳光前 | 流氓           | 大尾的小弟，最後被小奇大給殺了。 |
| 楊昇達 | 小流氓         | 小奇大小弟，總在模仿張學友。 |
| 謝欣諭 | 幼年的朱小芹   | 小時候的朱小芹。 |
| 張雅琴 | 新聞旁白       | 報導扮演大尾的老賀死了。 |

### 客串演出
| 演員   | 角色       | 備註                                                                               |
| 柯俊雄 | 菜脯       | 在街道被歪頭龍開槍射死。                                                           |
| 安哥   | 開場老大   | 縱貫線老大被開槍射死之後，想要做老大。最後在幫派會議中與奇大人馬槍戰，全員皆身亡。 |
| 黃浩詠 | 開場老大   | 縱貫線老大被開槍射死之後，想要做老大。最後在幫派會議中與奇大人馬槍戰，全員皆身亡。 |
| 成潤   | 開場老大   | 縱貫線老大被開槍射死之後，想要做老大。最後在幫派會議中與奇大人馬槍戰，全員皆身亡。 |
| 陳清達 | 開場老大   | 縱貫線老大被開槍射死之後，想要做老大。最後在幫派會議中與奇大人馬槍戰，全員皆身亡。 |
| 朱進新 | 開場老大   | 縱貫線老大被開槍射死之後，想要做老大。最後在幫派會議中與奇大人馬槍戰，全員皆身亡。 |
| 戴士堯 | 開場老大   | 縱貫線老大被開槍射死之後，想要做老大。最後在幫派會議中與奇大人馬槍戰，全員皆身亡。 |
| 陳萬號 | 開場老大   | 縱貫線老大被開槍射死之後，想要做老大。最後在幫派會議中與奇大人馬槍戰，全員皆身亡。 |
| 李曉涵 | 年輕三朵花 | 大姨年輕時。                                                                       |
| 林葦茹 | 年輕三朵花 | 二姨年輕時。                                                                       |
| 張嘉雲 | 年輕三朵花 | 三姨年輕時。                                                                       |
| 吳芮甄 | 警局女警   |                                                                                    |

友情贊助葉建林（叮噹哥）

## 電影歌曲
| 曲別   | 歌曲名稱   | 作詞 | 作曲   | 演唱者 | 備註   |
| 主題曲 | 我是恁老爸 | 武雄 | 陳玉立 | 豬哥亮 | 片尾曲 |

## 插曲歌曲
| 曲別 | 歌曲名稱    | 作詞   | 作曲   | 演唱者 | 備註                                    |
| 插曲 | 練舞功      | 吳梵   | TONNY  | 謝金燕 | 米漿的手機鈴聲                          |
| 插曲 | 熱舞恰恰    | 葉復台 | 葉復台 | 葉復台 | 三朵花卡拉OK的常客。                    |
| 插曲 | 無緣的      | 李岩修 | 徐嘉良 | 楊宗憲 | 大概在30多分鐘,朱大德下樓梯的時候       |
| 插曲 | 爸‧我回來了 | 周杰倫 | 周杰倫 | 周杰倫 | 周杰倫第二張專輯范特西的歌曲爸‧我回來了 |

## 票房
台灣方面，首日票房為新台幣1500萬元；首週三天票房為新台幣6000萬元；最終全台票房為新台幣4.3億元。
| 上一届： 《女巫獵人》 | 2013年台北週末票房冠軍 第5,7周 | 下一届： 《終極警探：跨國救援》第6周 《悲慘世界》第8周 |

## 出現場景
- 台北市政府屋頂
- 台中市國立美術館
- 台中市南屯市場
- 台中市南屯區

## 影片外流事件
《大尾鱸鰻》於2013年4月27日被發現在YouTube上即可觀賞完整版，影片上標示「SAMPLE FOR TAICHUNG」，顯示流出版本為台中市政府版，瀏覽人次不計其數，且影片被撤下後又有人上傳，防不慎防，影響DVD及海外市場，且導演邱瓈寬在Facebook上抱怨影片遭盜版。

## 外部連結
- 大尾鱸鰻的Facebook專頁
- Yahoo奇摩電影上《大尾鱸鰻》的資料（繁體中文）
- MSN娛樂上《大尾鱸鰻》的資料（繁體中文）

- 開眼電影網上《大尾鱸鰻》的資料（繁體中文）
- 豆瓣电影上《大尾鱸鰻》的資料 （简体中文）
- 时光网上《大尾鱸鰻》的資料（简体中文）
- AllMovie上《大尾鱸鰻》的资料（英文）
- 爛番茄上《大尾鱸鰻》的資料（英文）
- 香港影庫上《大尾鱸鰻》的資料（繁體中文）
- 互联网电影数据库（IMDb）上《大尾鱸鰻》的资料（英文）